# 水源涵养林
水源涵养林是用于控制河流源头、湖泊与水库周围以及山地丘陵的水土流失，调节洪水枯水流量，具有良好的林分结构和林下地被物量的天然林和人工林。